# Hotel Roosevelt

L'Hotel Roosevelt est un hôtel historique de style hispanisant situé au 7000 Hollywood Boulevard à Hollywood en Californie. Il est resté célèbre pour avoir accueilli la première cérémonie des Oscars le 16 mai 1929.

## Présentation
L'hôtel ouvre ses portes le 15 mai 1927. Ainsi nommé en l'honneur du Président Theodore Roosevelt, il est financé par un groupe d'investisseurs comprenant Douglas Fairbanks Jr., Mary Pickford et Louis B. Mayer. Il est aujourd'hui la propriété des hôtels Thompson.
Haut de douze étages, il compte 302 chambres et suites. Sa piscine rénovée est ornée d'une fresque sous-marine réalisée par David Hockney.

### Historique
La première cérémonie des Oscars est organisée en ces lieux autour d'un dîner privé, où seuls 250 convives prennent place contre un prix d'entrée de 5 dollars. Contrairement aux éditions qui suivront, le nom des gagnants est connu depuis des mois, et la remise des trophées ne dure que quinze minutes. La cérémonie ne fait l'objet d'aucune retransmission.
Quelques années plus tard, Marilyn Monroe réside dans ces lieux pendant deux ans, à l'époque où décolle sa carrière de mannequin. Elle pose pour ses premières photos de magazine du plongeoir de la piscine. Elle séjourne alors dans la suite 1200, qui donne sur la piscine. Un des miroirs de sa chambre est maintenant à l'accueil.
Les journaux Variety et The Hollywood Reporter ont eu l'honneur d'avoir des étoiles du Hollywood Walk of Fame pour leur couverture du monde d'Hollywood lors de leur anniversaire respectif 100 ans pour le premier et 75 ans pour le second. Elles sont situées elles dans un domaine privée, la cour de l'hôtel.